# Ana Maria Gonçalves
Ana Maria Gonçalves (Ibiá, 13 février 1970) est une écrivaine brésilienne  .

## Biographie
Ana Maria Gonçalves naît à Ibiá, État du Minas Gerais en 1970. Adolescente, elle commence à écrire des nouvelles et des poèmes, sans toutefois les publier  . 
Elle travaille comme publicitaire à São Paulo, quitte la profession et la grande ville pour l'île Itaparica (Bahia) en 2002. Là elle écrit son premier livre, Ao lado e à margem do que você sente por mim, publié en auto-édition en 2002 et vendu à près d'un millier d'exemplaires grâce à la divulgation par internet. 
Ensuite elle  entreprend l'écriture de son  deuxième roman, Um defeito de cor (Un défaut de couleur), qui lui prend deux années de recherches rigoureuses, avant le travail d'écriture et aussi de réécriture pendant trois ans . Publié n 2006. par la maison d'édition Record, le roman remporte le prix Casa de las Américas dans la catégorie littérature brésilienne en 2007. L'intrigue s'inspire de la vie de Luísa Mahin, considérée comme l'héroïne de la révolte des esclaves Malês à Bahia.  Le roman raconte sa vie comme esclave dans les diverses fazendas brésiliennes, dès l'âge de huit ans, ses aventures et ses conquêtes, jusqu'à son retour dans son pays natal en tant que femme libre . 
Il est considéré par Millôr Fernandes comme le livre le plus important de la littérature brésilienne du XXIe siècle. En 2021, le roman Um defeito de cor est adapté pour une série télévisée ,.
En décembre 2016, Ana Maria Gonçalves commence à travailler au journal The Intercept Brasil, chargée des questions raciales, culturelles et politiques.
Pour le carnaval de 2024, l’École de Samba Grêmio Recreativo Escola de Samba Portela choisit le roman de Ana Maria Gonçalves comme thème pour son samba-enredo, soit la musique officielle de son défilé sur l'avenue. Un défaut de couleur atteint cette année-là un niveau de vente exceptionnel et entre dans sa 30e édition,.

## Œuvres
- 2002 - À côté et en dehors de ce que tu ressens pour moi
- 2006 - Un défaut de couleur
- 2016 - Au revoir, chérie !
- 2017 - Chão de Pequenos (Compagnie de Théâtre Noir)

## Reconnaissance
Le thème du samba officiel pour le défilé de l’École de Samba Grêmio Recreativo Escola de Samba Portela en 2024 s'est basé sur l'intrigue du roman Um defeito de cor. À la suite de cet événement, le roman a atteint des records de vente sur Amazon.